# بوب ماكفيل
بوب ماكفيل (بالإنجليزية: Bob McPhail)‏ (25 أكتوبر 1905 في المملكة المتحدة - 24 أغسطس 2000) هو لاعب كرة قدم بريطاني (وحمل سابقاً جنسية المملكة المتحدة لبريطانيا العظمى وأيرلندا) في مركز مهاجم داخلي. شارك مع منتخب اسكتلندا لكرة القدم. أما مع النوادي، فقد لعب مع نادي رينجرز ونادي أردريونيانز ورابطة كرة القدم الاسكتلندية الحادية عشر ‏.

## وصلات خارجية
- بوب ماكفيل على موقع الاتحاد الإسكتلندي (الإنجليزية)
- بوب ماكفيل على موقع قاعدة بيانات كرة القدم.إي يو (الإنجليزية)
- بوب ماكفيل على موقع ناشيونال فوتبول تيمز (الإنجليزية)